# Francisco Antonio de Rivas y Contreras
Francisco Antonio de Rivas y Contreras (murió en Granada, provincia de Nicaragua, entre 1702 y 1711)  fue un juez de comisión, quien se encargó interinamente del gobierno de la provincia de Costa Rica, durante el reinado de Carlos II. Estaba casado con María de Gastelú y Arce, con la que tuvo un hijo, el presbítero Diego de Rivas y Gastelú, nacido en León (Nicaragua) en 1645.

## Gobernador interino de Costa Rica
A principios de 1679, en consideración de que no se había dado cuenta hasta entonces de cantidades gruesas que de la Nueva España y el Perú se habían remitido a los gobernadores de la provincia de Costa Rica para su socorro, la Real Audiencia de Guatemala mandó despachar recaudo para que el gobernador don Juan Francisco Sáenz Vázquez de Quintanilla y Sendín de Sotomayor y el teniente de oficiales reales Nicolás de Céspedes rindieran cuentas de la administración de su tiempo, El 7 de febrero de 1679, la Audiencia nombró a don Francisco Antonio de Rivas y Contreras para que fuera a Costa Rica como juez de comisión e hiciera las averiguaciones pertinentes. También se le encargó levantar el pie de lista de los soldados pagados de la ciudad de Cartago y razón de sus sueldos; y recibir allí información de la conveniencia o inconvenientes que resultar pudieran con respecto a las propuestas de Sáenz para fortificar la costa caribeña de esa provincia y para que se creara una compañía pagada de cien infantes. Pocas semanas después, Rivas y Contreras llegó a Cartago y asumió interinamente el gobierno de la provincia, mientras Sáenz marchaba a Guatemala a justificarse.
En mayo de 1679 efectuó una información de testigos con respecto a los proyectos mencionados. En esta información "... concuerdan los más de los testigos en no convenir el que asista dicha Compañía en la Ciudad de Cartago por distar más de treinta leguas de la Costa y por la turbación y desasosiego que causará a los Republicanos [los vecinos], y que habiéndose de formar, el parage más acomodado, es la Cuesta que llaman de Bonilla por estar al preciso paso del enemigo en la mitad del camino y por lo abundante del sitio, su fertilidad y buen temperamento, que fortificado con alojamientos para los soldados y puestas vigías, que de cualquiera nueva de enemigos les noticiasen, en las bocas de los ríos de Suerre y Matina, se asegurarían de invasiones los Cacaguatales, haciendas y vecinos de las Costas que son los que las padecen..." (FERNÁNDEZ, León, Colección de documentos para la historia de Costa Rica, 1881-1907, vol. VIII, p. 384). El 20 de julio de 1679, Rivas y Contreras remitió la información a la Audiencia, junto con una carta en que indicaba que le faltaban medios incluso para el socorro de los vigías costeros, debido a la escasez de fondos. El 29 de agosto, en junta de guerra celebrada en Guatemala, se le mandó avisar del número de vigías y el monto de sus sueldos, para que con vista de ello se resolviera lo conveniente.
Nada más de gran consideración parece haber ocurrido durante el breve gobierno de Rivas y Contreras, y solo consta que el 25 de junio de 1679, las personas que en octubre de 1676 habían suministrado víveres y otras cosas al gobernador Sáenz para la tropa que guarnecía el paraje de Quebrada Honda, le solicitaron a aquel el pago correspondiente. Se les adjudicó la suma de 318 pesos, con lo cual los petentes se dieron por recibidos y contentos.
La investigación contra el gobernador Sáenz no debió producir resultado alguno, ya que para el 13 de octubre de 1679  ya había reasumido sus funciones. En un poder otorgado en Cartago en esa fecha, Rivas y Contreras se dice "gobernador y capitán general que fue de esta provincia".

## Alcalde mayor de Nicoya
En 1686 asumió el cargo de alcalde mayor de Nicoya. En 1687 le tocó enfrentar una invasión de piratas franceses. Carente de fuerzas para hacerles frente, Rivas y Contreras marchó a Costa Rica a pedir socorro, pero durante su ausencia los piratas saquearon repetidamente el pueblo de Nicoya , cabecera de la alcaldía mayor, y finalmente lo incendiaron y dejaron a sus habitantes en la mayor miseria.